# Аштромил
Аштромил (порт. Astromil) — район (фрегезия) в Португалии, входит в округ Порту. Является составной частью муниципалитета Паредеш. По старому административному делению входил в провинцию Дору-Литорал. Входит в экономико-статистический субрегион Тамега, который входит в Северный регион. Население составляет 784 человека на 2001 год. Занимает площадь 1,39 км².
Покровительницей района считается святая Маринья (порт. Santa Marinha).